# Pierre Métayer
Pour les articles homonymes, voir Métayer.
Pierre Métayer, né le 26 août 1905 à Arcueil (département de la Seine à l'époque) et mort le 5 juin 1979 à Paris, est un homme politique français.

## Biographie
Fils d'un facteur, il devient instituteur après son passage à l'école normale, puis professeur d'histoire et géographie.
Passé par le SNI, il adhère et milite essentiellement à la SFIO dès les années 1920.
Candidat du Front populaire aux élections législatives de 1936, il se désiste au second tour, assurant l'élection du communiste Pierre Dadot.
Elu conseiller municipal de Chatou depuis 1935, il entre à la commission administrative permanente de la SFIO en 1938, au titre du courant Bataille socialiste de Jean Zyromski, et au conseil d'administration du Populaire.
Mobilisé en 1939, il participe aux combats, est fait prisonnier et passe le restant de la guerre dans un Oflag en Autriche.
De retour en France, il reprend son activité politique. Secrétaire de la fédération socialiste de Seine-et-Oise, il  est élu député en octobre 1945. Il sera ensuite constamment réélu jusqu'à la fin de la quatrième république.
Son intérêt pour les questions militaires font qu'il est appelé à seconder André Le Troquer, ministre de la défense nationale, dans les gouvernements Bidault, puis Blum (juin 1946-janvier 1947).
A la fin de la législature, il revient au gouvernement, comme secrétaire d'état à la fonction publique dans le gouvernement Pleven, puis le troisième gouvernement Queuille (juillet 1950 - juillet 1951).
Réélu député en 1951, il devient rapporteur du budget de la défense. Il ne se distingue pas, dans ses prises de position, de la ligne définie par la direction du parti, et notamment de Guy Mollet dont il est depuis 1945 un soutien indéfectible.
Celui-ci d'ailleurs fait appel à lui lorsqu'il prend la tête du gouvernement issu des élections de 1956. De nouveau secrétaire d'Etat chargé de la Fonction publique, Pierre Métayer est ensuite secrétaire d'Etat aux forces armées, responsable de l'armée de terre, dans les gouvernements Bourgès-Maunoury, puis Gaillard.  
Opposé au retour du général De Gaulle au pouvoir en 1958, il rompt avec la direction du parti sans pour autant suivre les scissionnistes du PSA. Il rejoint en effet la tendance créée par Albert Gazier, avant de se rapprocher de Gaston Defferre.
Battu aux législatives de novembre, il retrouve le parlement, comme sénateur, à partir de janvier 1959. 
Elu en 1965 conseiller municipal des Mureaux, dont le maire, Paul Raoult, cherchait à passer la main, il en devient maire adjoint en mars 1967, avant d'en être élu maire en novembre, après le décès de Raoult.
L'année précédente, il était entré au conseil général de Seine-et-Oise, mandat dont il obtient le renouvellement lors de la partition de ce département, en 1967, siégeant désormais dans l'assemblée des Yvelines.
Président de la FGDS départementale depuis décembre 1966, il est retrouve l'assemblée nationale lors des élections de 1967, mais pour un seul mandat. L'année suivante, il est emporté par la vague gaulliste, et sa candidature de 1973 est vaine.
Partisan de la ligne Defferre-Mauroy lors du congrès d'Epinay, il est cependant évincé de la direction de la fédération socialiste des Yvelines par une coalition locale qui lui préfère le poperéniste Christian Boulant.
En 1973, il devient président du conseil général des Yvelines.
Mais, en 1977, il perd coup sur coup la mairie des Mureaux au profit du communiste Roger Le Toullec, puis son siège au conseil général.
N'ayant plus aucun mandat électif, âgé de 72 ans, il quitte alors la vie politique.

## Mandats et fonctions

### Fonctions gouvernementales
- Sous-secrétaire d'État aux Armées du gouvernement Léon Blum (3) (du 18 décembre 1946 au 16 janvier 1947)
- Secrétaire d'État à la Fonction publique et à la Réforme administrative du gouvernement René Pleven (1) (du 12 juillet 1950 au 28 février 1951)
- Secrétaire d'État à la Fonction publique et à la Réforme administrative du gouvernement Henri Queuille (3) (du 10 mars 1951 au 10 juillet 1951)
- Secrétaire d'État à la Présidence du Conseil, chargé de la Fonction publique du gouvernement Guy Mollet (du 31 janvier 1956 au 21 mai 1957)
- Secrétaire d'État aux Forces armées (Terre), chargé des Affaires algériennes du gouvernement Maurice Bourgès-Maunoury (du 17 juin 1957 au 11 septembre 1957)
- Secrétaire d'État aux Forces armées (Terre), chargé des Affaires algériennes du gouvernement Félix Gaillard (du 11 novembre 1957 au 15 avril 1958)

### Mandats électifs
- Député socialiste de Seine-et-Oise (1945-1958)
- Sénateur socialiste de Seine-et-Oise (1959-1967)
- Député FGDS des Yvelines (1967-1968)
- Maire des Mureaux (1965-1977)
- Conseiller municipal de Chatou de 1935 à 1940 et de 1946 à 1959, maire-adjoint de Chatou de 1954 à 1959.
- Conseiller général de Seine-et-Oise puis des Yvelines (1966-1976)